# Bull (entreprise)
Pour les articles homonymes, voir Bull (homonymie).
Bull est une société française spécialisée dans l'informatique professionnelle, fondée en 1930 notamment pour exploiter les brevets de l'ingénieur norvégien Fredrik Rosing Bull. En 2014, Atos prend une participation majoritaire dans la société.

## Histoire

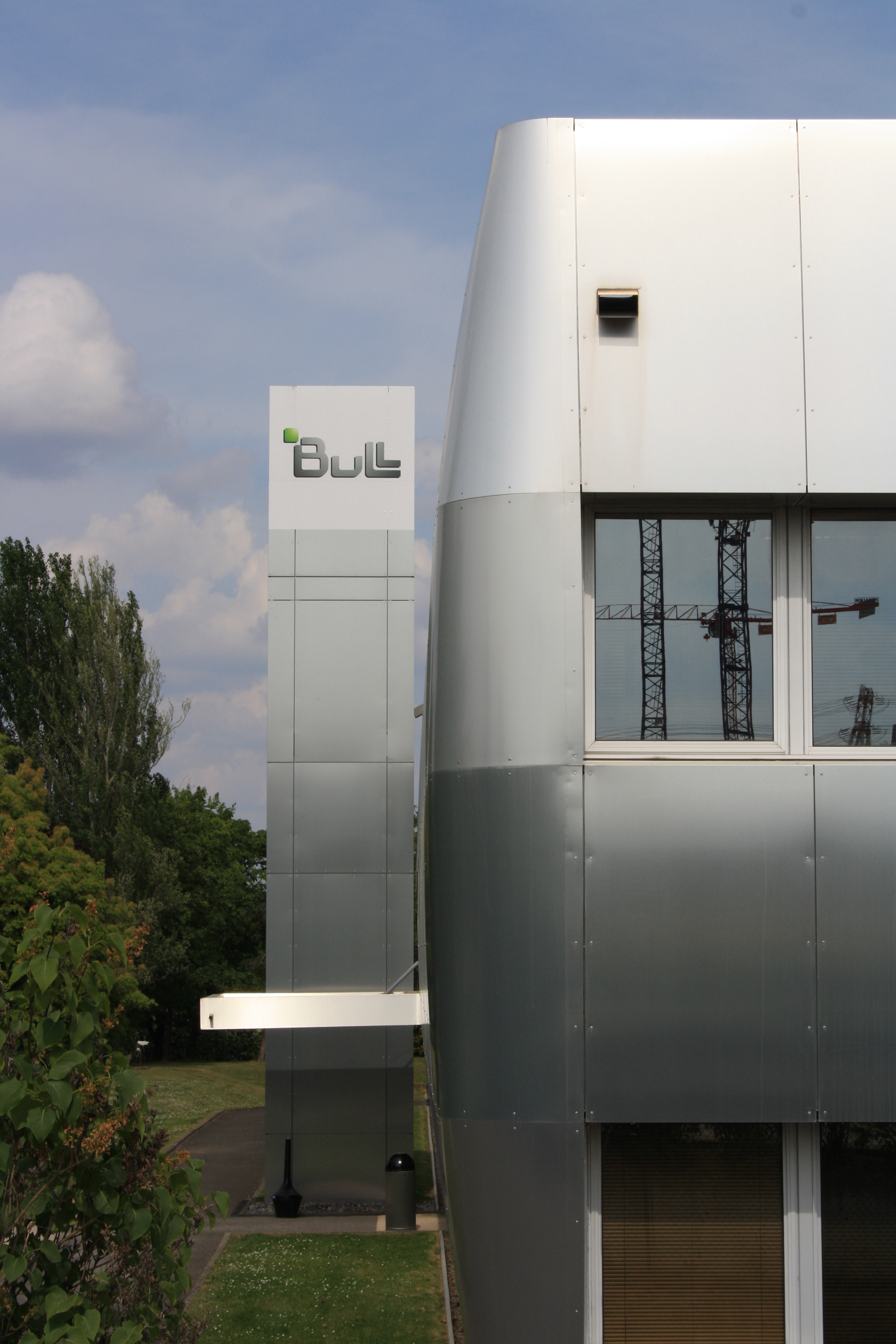
Bull à Massy.

La société s'est successivement appelée « Bull AG » puis « H.W. Egli Bull » et « Compagnie des Machines Bull », avant d'être associée aux entreprises avec lesquelles elle fusionne après l'affaire Bull de 1963.

### Début duXXesiècle

#### Un inventeur norvégien, des fondateurs suisses et belges
Ingénieur à la société d'assurance norvégienne Storebrand, Fredrik Rosing Bull (1882—1925) dépose le 31 juillet 1921 un brevet de « trieuse-enregistreuse-additionneuse combinée à cartes perforées ». Le conseil d'administration adopte immédiatement la machine. L'année suivante, Henrik Hartzner, chef des statistiques de l'assureur danois Hafnia, en commande une, après un article d'une revue d'assurance. Quand Fredrik Rosing Bull meurt à 42 ans en 1925, une demi-douzaine d'exemplaires ont été vendus à des entreprises, qui ne sont plus tenues de recourir au géant monopolistique US, IBM, dont le business model consiste à louer ce type d'équipement. Son bras droit Reidnar Knutsen (1888—1983) se consacre au perfectionnement des machines (trieuse horizontale en 1929, imprimante numérique à roues en 1930). Le docteur Émile Marchand, directeur des statistiques de Rentenanstalt, société d'assurance-vie, lui achète une tabulatrice et une trieuse en 1926. Pour construire une machine à cartes perforées, il fait appel à la société suisse H.W. Egli (calculatrices et ses machines comptables « Madas » et « Millionnaire »). Son directeur Oscar Bannwart prend conseil auprès d'Émile Genon, un belge qui vendait en Italie des machines à calculer Elliott-Fischer et Underwood, propriétaire depuis 1927 des droits relatifs aux brevets Bull pour dix pays d'Europe, qui les revend à Oscar Bannwart. Une première machine est livrée aux laboratoires Sandoz en décembre 1929. La fabrication est transférée en mars 1931 à Paris, où Émile Genon a ouvert dès 1929 un atelier de réparation, au 92 bis, avenue Gambetta.

#### La reprise par Vieillard, Doury et les Callies
En juillet 1931, Georges Vieillard et Elie Doury forment avec Émile Genon le projet d’un « syndicat des utilisants » des machines Bull, qui rachète cinq mois après la moitié des parts, au nez et à la barbe du géant américain Remington Rand. L'effectif triple en deux ans, avec 150 personnes.
En 1934, le premier bénéfice d'exploitation apparaît (800 000 francs), Bull devient l'année suivante le principal concurrent d'IBM en France, avec 15 % du marché. Pour obtenir « une paix tacite » des brevets avec IBM et « développer » Bull au niveau international, Émile Genon lui vend la majorité de la société de commercialisation, sans autorisation du conseil d'administration. Il est évincé par Georges Vieillard et les Callies, famille propriétaire des Papeteries Aussedat, qui fournit Bull en cartes mécanographiques. La croissance ralentit, avec 248 salariés en 1939 contre 216 trois ans auparavant.

#### Sous l'Occupation
Sous l'Occupation allemande (1940-1944), Bull est le principal fournisseur en mécanographie du Service national des statistiques fondé par René Carmille. Celui-ci constitua le fichier du débarquement en Afrique du Nord. Un interminable procès l'oppose à IBM quant à l'invention de la carte perforée à 80 colonnes. La croissance ne décolle qu'après-guerre (2 200 salariés en 1952 et 15 600 en 1964).

### De Bull-General Electric à CII-Honeywell Bull (1964-1983)

#### 1963, le krach et la première «affaire Bull»

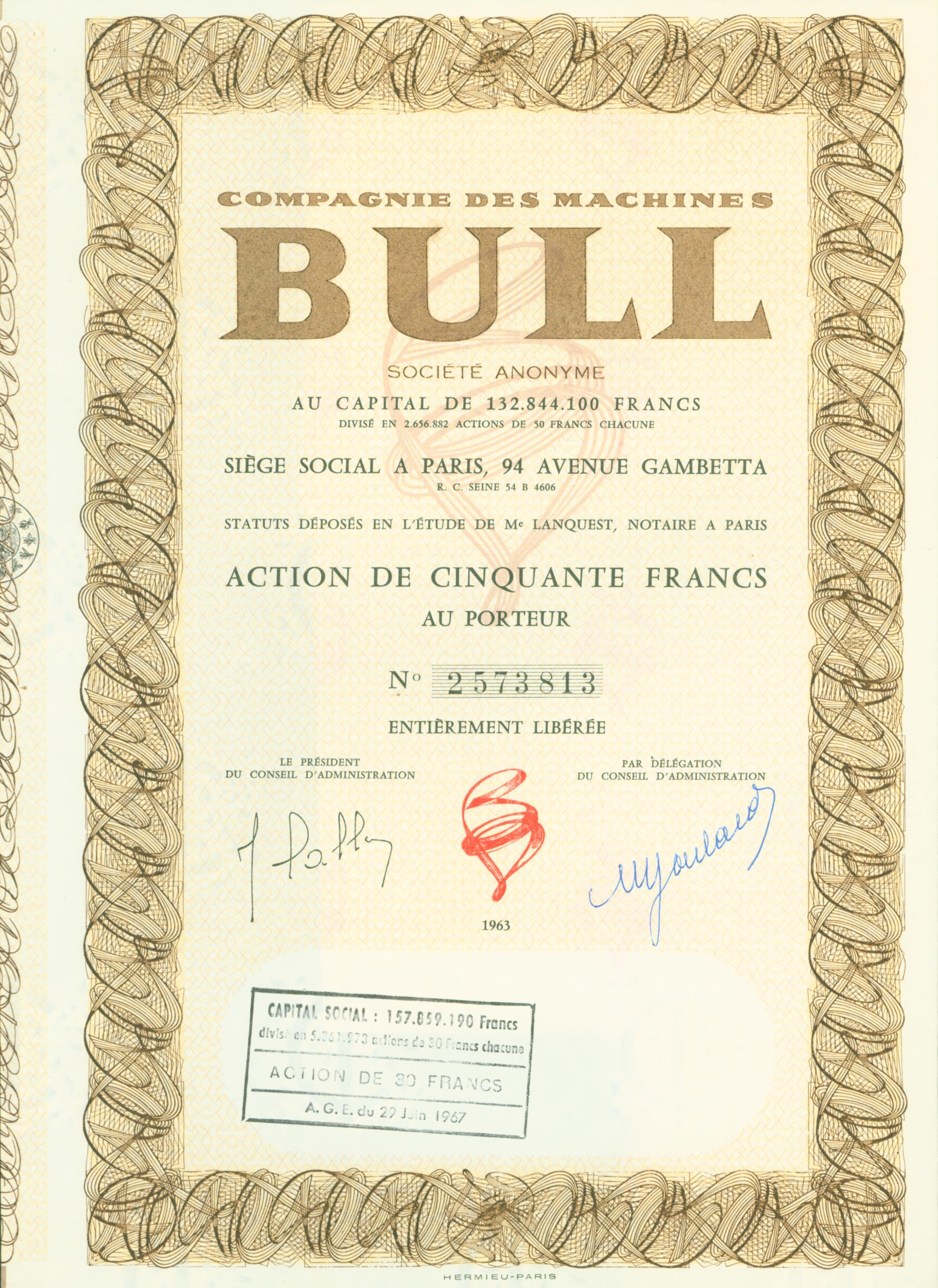
Action de la Compagnie des Machines Bull S. A. de 1963.

Dès 1962, le bénéfice tombe à 1 % de son chiffre d'affaires et l'endettement obligataire est multiplié par six. Le produit-vedette, l'ordinateur Gamma 60, capable d'enregistrer 600 000 chiffres en une seconde[pas clair], est écrasé par l'IBM 1401, y compris chez les « chasses gardées » de Bull. L'action, qui avait atteint 1 380 francs en 1960 après 130 francs en 1958, chute à 150 francs lors du krach succédant à la « Tronics mania ». Bull est trop faible par rapport aux gros besoins de clients comme la Marine nationale ou EDF. Le PDG Joseph Callies rencontre le ministre des finances Valéry Giscard d'Estaing le 27 décembre 1963 pour demander une recapitalisation par l'américain General Electric (GE) ou une garantie par l'État des emprunts. L'État n'accorde que la seconde, mais à hauteur de vingt fois les 35 millions de francs apportés par la banque Paribas, en complément de 35 millions de francs apportés par un trio d'actionnaires français (Compagnie générale des eaux, CSF et Caisse des dépôts), qui font évaluer l'action à 50 francs, alors que General Electric en avait proposé 200 francs. Le 15 février 1964, ils signent le protocole de la solution « dite française », mais n'obtiendront finalement que 51 % du capital, le reste revenant à General Electric, démarché par Georges Vieillard, pour qui la « solution française » est une extinction. GE garde le haut de gamme et confie à Bull la gamme moyenne. Le bas de gamme, hors informatique, revient à Olivetti.

#### 1970, seconde «affaire Bull» et arrivée d'Honeywell
De 1964 à 1970, Bull aligne six années de pertes consécutives et n'a plus les moyens de participer, en 1967 à une recapitalisation de 148 millions de dollars. General Electric s'en charge et devient largement majoritaire. Mais le géant américain annonce son retrait de l'informatique en mai 1970. Les actionnaires français Thomson et CGE refusent de reprendre ses parts ou que l'État ou la CII le fassent. C'est finalement le constructeur américain de matériels militaires Honeywell qui le fait, engendrant des polémiques car il est considéré comme « le symbole même » des fournisseurs de la guerre du Vietnam. Rebaptisé Honeywell Bull, Bull devient deuxième constructeur mondial derrière IBM.

#### 1975, la fusion avec la CII
La Compagnie internationale pour l'informatique (CII) a lancé le 28 janvier 1972 le consortium Unidata avec Siemens, rejoint un mois après par Philips, pour un « Airbus de l'informatique ». Mais la CGE, actionnaire privé de la CII, ne veut pas de Siemens, qui est son concurrent dans la téléphonie et le nucléaire. Le Monde du 21 avril 1975, révèle qu'après un an d'hésitation, le gouvernement français est toujours  profondément divisé sur le sujet. Face à Michel d'Ornano et l'entourage du président de la République, au moins trois ministres, dont Jacques Chirac maintiennent leur opposition,. La fusion avec Honeywell-Bull a déclenché une polémique car :
- le PDG de CII Michel Barré et l'un des actionnaires, Thomson, sont contre, Thomson changeant ensuite d'avis après avoir obtenu de très importantes compensations ;
- les aides publiques ont été investies en recherche CII, sur des produits concurrents de ceux d'Honeywell-Bull ;
- Honeywell-Bull n'investit que 6 % à 7 % de ses ventes en recherche contre 20 % pour la CII[26] ;
- la CII a innové dans le datagramme et l'informatique distribuée, technologies d'avenir utilisées par l'Arpanet ;
- Honeywell-Bull est trois fois plus gros[27] que la CII, même s'il a une croissance deux fois moins rapide ;
- les développements Unidata sont sabordés, alors qu'il[28] a 13,2 % des ventes d'ordinateurs européens en 1973, et 9,8 % du parc européen.

L'entreprise (qui s'appelle dorénavant CII Honeywell Bull) lance cependant en 1977 le DPS, pour en vendre 2 000 par an et investit en recherche, 12 % de ses ventes soit le double d'IBM à l'époque. Un nouveau GCOS intègre Siris 8, toujours conçu en informatique distribuée, et sa Distributed System Architecture obtient une reconnaissance mondiale, en devenant le Modèle OSI. Quasiment tous les clients d'Iris 80 y adhèrent. L'équipe Ichbiah passe de CII à la nouvelle structure, et propose au nom d'Honeywell la définition du langage Ada que retiendra le Pentagone (1983).
À cette époque, la firme fait une acquisition qui passe inaperçue, celle de la jeune société R2E qui a inventé, breveté et commercialisé les premiers micro-ordinateurs depuis 1973. La décision du nouveau management de Bull, en 1982, de remplacer ceux-ci par une architecture compatibles PC entraînera le départ des pionniers de R2E.
Au début 1979, la CGE, opposée à l'investissement dans la bureautique, vend ses actions, avec une bonne plus-value, à Saint-Gobain, qui décide de prendre le contrôle d'Olivetti, contre l'avis des dirigeants de Bull, dont Saint-Gobain ponctionne la trésorerie en augmentant fortement le dividende. En 1982, les deux entreprises sont nationalisées. Saint-Gobain revend ses parts dans Olivetti. Bull absorbe la Société européenne de mini-informatique et systèmes (SEMS) et Transac.

### Fin duXXesiècle

#### Les années 1980: forte croissance et interventions de l’État
Nationalisée en avril 1982, Bull emploie 26 000 personnes en 1983, pour un chiffre d'affaires qui atteint 11,6 milliards de francs, après fusion avec la SEMS et la Transac(1 100 personnes). Dans les six années suivantes, l'effectif salarié augmente de 68 % et le chiffre d'affaires est multiplié par quatre. L'État apporte des dotations en capital qui atteindront jusqu'à un milliard de francs par an, en partie détournées pour l'achat, contesté, d'HIS (Honeywell Information Systems) en 1986. Il pénalise très tôt la société en lui imposant l'ouverture d'une usine à Villeneuve-d'Ascq, dans l'agglomération du Premier ministre Pierre Mauroy, qui perturbe les flux logistiques et déstabilise les autres. L'État impose aussi l'acquisition auprès du Centre national d'études des télécommunications (CNET) d'un neuvième système d'exploitation, qui crée la confusion chez les clients et complique la gestion.
Le groupe gagne cependant des parts d'un marché nouveau et en très forte croissance, UNIX, né en 1982, grâce à son positionnement dans l'informatique distribuée. La disgrâce du directeur responsable d'UNIX, dans un contexte de guerres intestines, vaut cependant à cette activité d'être freinée, en négligeant l'approvisionnement en microprocesseur, avant d'être accélérée trop tard, en 1988, amenant les deux leaders mondiaux, IBM et DEC, inquiets de la percée d'UNIX, à casser violemment les prix sur le marché dès 1990.

#### 1989, l'achat de Zenith Data Systems entraîne des pertes faramineuses
En 1991-1992, Bull recentre ses activités : serveurs moyenne et grande gamme, services clients et logiciel. Il est affaibli par l'achat en octobre 1989 de Zenith Data Systems (ZDS). ZDS était, après Toshiba le deuxième constructeur mondial de micro-ordinateurs portables, nouveau marché, en très forte croissance, grâce à un miraculeux contrat avec l'US Air Force, mais n'a pas déposé un seul brevet depuis sept ans. Le gouvernement américain s'adressa immédiatement à d'autres fournisseurs, en raison des lois américaines sur les marchés publics. L'achat de ZDS échoue à son objectif, donner du travail à l'usine de Villeneuve-d'Ascq et a coûté au moins 5,5 milliards de francs à Bull : 3,8 milliards de pertes en trois ans, ajoutés à 1,2 milliard de francs de provisions pour dépréciation d'actifs, sans compter le coût d'acquisitions (0,55 milliard de francs) et la confusion chez les clients causée par le trop grand nombre de marques, la plus emblématique s'effondrant dès son rachat. ZDS est revendue cinq ans après à Packard Bell. Son PDG avait été remercié peu après l'achat.
Dès l'année 1990, Zenith Data Systems perd à lui seul 1,5 milliard de francs, soit 25 % de ses ventes et la moitié de la perte opérationnelle de Bull, selon un rapport de la Cour des Comptes. Bull fait les gros titres des journaux télévisés car il y ajoute 3,6 milliards de francs de dépréciations d'actifs, ce qui démolit en partie sa bonne réputation technique.
Bull affichera 18,4 milliards de francs de pertes en trois ans et demi (6,8 milliards en 1990, 3,3 milliards en 1991 et 4,7 milliards en 1992, puis encore 3,5 milliards au premier semestre 1993), soit 87 % du total des pertes depuis le début des années 1960. TF1 annonce que le contribuable a perdu en trois ans plus que le coût de la guerre du Golfe. Un rapport accablant de la Cour des comptes aboutit au départ de Francis Lorentz. Il révèle que les frais de distribution et d'administration ont culminé à 33,2 % du chiffre d'affaires en 1990,.
Le 29 juin 1992, l'assemblée générale approuve l'entrée d'IBM à hauteur de 5,68 % du capital à travers une augmentation de capital de 540 millions de francs qui lui est réservée. Au terme de l'opération l'État français demeure l'actionnaire majoritaire (72,03 %) aux côtés de France Télécom (16,17 %), IBM (5,68 %) et NEC (4,43 %)

#### 1994-2001, la privatisation et le passage à l'an 2000 / euro
Les années 1994 à 1997 voient le retour à la privatisation progressive du groupe Bull, sous la responsabilité de Jean-Marie Descarpentries, avec constitution d’un socle d’actionnaires (dont France Télécom et NEC) et l’ouverture du capital au public. Cette étape fait passer la part de l’État français à 17,3 %. Le groupe sera totalement redevenu privatisé en 2004.
Le groupe Bull passe le cap de l'an 2000 grâce à un plan stratégique lancé en 1992, visant à remplacer, dans les filiales européennes, les anciennes applications par des progiciels de gestion intégrés (ERP) sous Unix, capables de gérer également l'euro.
Fin 2000, le groupe vend son activité cartes à puce à Schlumberger, devenu Axalto (Axalto a fusionné en 2006 avec Gemplus pour former Gemalto), ce qui met fin aux actions visant à démanteler la société sous l'impulsion du DG Cyrille du Pelloux et du PDG Guy de Panafieu. Après une période intérimaire, Pierre Bonelli était nommé PDG de Bull, qu'il allait sauver, puis redresser en pilotant le groupe d'une main de fer.

### XXIesiècle
À partir des années 2000, sous l'impulsion de quelques ingénieurs de Bull, avec l'appui de quelques gens du CEA, et fort du soutien actif de son PDG Pierre Bonelli, Bull commence à investir dans les supercalculateurs. Une première tentative avait été faite alors que Guy de Panafieu était PDG, mais ce dernier l'avait rejetée. La montée en puissance va être rapide. Le premier grand supercalculateur industriel conçu par Bull a été livré au CEA sous le nom de Tera 10. Puis, et notamment sous la conduite active de Didier Lamouche, alors PDG, les supercalculateurs sont devenus le moteur du renouveau de Bull, tant sur le plan technologique que commercial et sur le plan de la communication. En 2009 était présentée pour la première fois la gamme « bullx », dont le design technologique comme esthétique a constitué une véritable révolution : pour la première fois, un constructeur européen entrait dans le peloton de tête des constructeurs mondiaux dans le domaine si stratégique qu'est devenu le supercalcul.
En novembre 2010, le supercalculateur TERA-100 du Commissariat à l'énergie atomique et aux énergies alternatives (CEA) se classe à la sixième place mondiale avec 1,05 pétaFLOPS sur Linpack et 1,25 en puissance crête théorique. C'est le tout premier calculateur européen à passer la barre symbolique du pétaFLOPS et il est constitué de 4 370 serveurs bullx pour un total de 17 480 processeurs octo-cœurs Intel Xeon 7500 (près de 140 000 cœurs en tout). Le CEA va utiliser cet ordinateur pour simuler le fonctionnement des armes nucléaires afin d'assurer la fiabilité de la dissuasion française.
Le 4 août 2011, le Fonds stratégique d'investissement (FSI) entre dans le capital du groupe à hauteur de 25 millions d'euros.
En novembre 2012, trois supercalculateurs Bull font partie des 20 machines les plus puissantes : Curie (11), Helios (15) et TERA-100 (20).
En 2013, Bull lance un smartphone nativement sécurisé appelé Hoox.
En mai 2013, Bull installe à l'Université Joseph Fourier de Grenoble, un de ses premiers supercalculateurs refroidis par de l'eau tiède avec le système « Direct Liquid Cooling » (DLC). Ce système permet une grande efficacité énergétique en réduisant considérablement la quantité d'énergie nécessaire au refroidissement des machines.
Le 4 mars 2014, Météo-France annonce avoir remplacé ses supercalculateurs. C'est l'offre de Bull qui a été retenue, qualifiée de « la plus performante et la plus compétitive dans le cadre de l’enveloppe budgétaire fixée ». Météo-France passe d'une architecture composée de NEC SX9 à une plus performante grâce à 2 Bull B710 DLC. Ce déploiement lui permet de multiplier par 12 sa puissance de calcul par rapport à la configuration précédente, pour une puissance crête totale de 1 pétaFLOPS.
En août 2014, le français Atos réussit une OPA amicale sur Bull pour 620 millions d'euros et détient 84,25 % du capital. À la suite de cette opération, Thierry Breton est nommé président du conseil d'administration.
Le 25 avril 2024, le ministère des Finances prend un arrêté autorisant le prêt de 50 millions d'euros de l'État à travers le FDES (Fonds de développement économique et social) à la filiale d'Atos, Bull SAS, qui contrôle des activités souveraines sensibles.
En novembre 2024, l’État français décide l’acquisition d’une action de préférence dans Bull SAS. La Convention de protection des actifs stratégiques mise en place entre l’État et Atos le 28 juin 2024, en contrepartie du prêt octroyé à Atos par le FDES, prévoyait l’émission d’une action de préférence dans Bull SA au bénéfice de l’État.
Hélène Bringer devient directrice générale de Bull SAS le 26 novembre 2024.

### Effectifs et restructurations
La croissance de Bull est dans un premier temps exponentielle : elle passe de 200 salariés en 1935 à 15 600 salariés en 1964, en passant par 2 200 en 1952.
Depuis le milieu des années 1980, le groupe a connu plusieurs restructurations. La dernière s'est achevée en 2004. L'État a versé le 14 janvier 2005 une dotation de 517 M€, après feu vert de la Commission européenne, la clause de retour à meilleure fortune prévoyant qu'une partie du profit des huit années suivantes sera affecté à son remboursement. Seuls quelques millions ont été remboursés. Début 1999, les effectifs étaient encore légèrement supérieurs à 20 000 personnes, puis tombent à 10 000 personnes fin 2001. En 2008, Bull emploie environ 7 800 salariés, et recommence à embaucher (1 000 personnes en 2008) : l'effectif salarié remonte à 8 850 en 2009. Le chiffre d'affaires est de 1,28 milliard d'euros en 2012, réalisé à 56,8 % en France.

### Acquisitions
Bull a acquis en 2005 la société française Enatel spécialisée dans la sécurisation d'accès aux réseaux d'entreprise par authentification unique ; la société française Agarik, spécialisée dans l'infogérance et l'hébergement web haute disponibilité en 2006 ; la société Human Resources Business Consulting (HRBC) spécialisée dans les systèmes d'information des ressources humaines en 2006 ; la société de services en ingénierie informatique (SSII) polonaise spécialisée dans les télécoms AMG en 2006 ; Serviware, une société française spécialisée dans le calcul à haute performance (HPC) en 2007 ; Siconet, SSII espagnole spécialisée dans les services bancaires en 2007 ; CSB consulting, SSII belge en 2008 ; la société française Sirus spécialisée dans les systèmes d'information de l'action sociale et les collectivités territoriales en 2008 ; la SSII française spécialisée dans la défense et les télécoms Amesys en 2010 et ses partenaires (dont Elexo) ; la société française TRCOM spécialisée dans les réseaux sans fil en 2011 ; la société française FastConnect spécialiste du cloud computing et des big datas en 2013.
Bull a parallèlement cédé en 2007 sa filiale portugaise Bull Portugal à GFI Informatique, puis en 2013 ses activités dans la formation au groupe O2I.

### Identité visuelle (logo)

Logo Bull de 1982 à 2005.
Logo Bull de novembre 2005 à août 2014.
Logo Bull à partir d'août 2014.

## Activités
Les secteurs d'activité de Bull sont :

### Le matériel et les logiciels associés
- Les calculateurs à haute performance (HPC), c'est-à-dire les supercalculateurs ;
- Les serveurs GNU/Linux et Windows NovaScale remplacé par les Bullion S puis par les BullSequana S et BullSequana X, les serveurs AIX Escala et les mainframes GCOS (conception, fabrication, distribution), ainsi que les BullSequana Edge pour répondre aux besoins en Edge Computing ;
- Les micro-ordinateurs à la suite du rachat de Micral (concepteur du premier micro-ordinateur) ;
- Les systèmes de stockage d'information et d'archivage des données avec les modèles Bull StoreWay Optima/Optimax ainsi que les Bull StoreWay FDA ;
- Le système d'exploitation Prologue, à l'époque où DOS n'était pas encore un standard de fait ;
- Les logiciels de supervision et d'administration, GNU/Linux, Microsoft.

### Le conseil, les services, et l'infogérance
- Les logiciels libres (open source), avec le portail Novaforge.org ;
- Le conseil, la fourniture de services informatiques et le développement de solutions adaptées aux clients ;
- Les services d'intégration de système, notamment pour les télécoms, le secteur public, la santé, la défense, l'énergie, la banque, etc. ;
- L'infogérance (Agarik, filiale de Bull) ;
- Les services d'assistance (gérés par l'entité Bull Support logiciel) ;
- La formation.

### La sécurité informatique et les solutions de souveraineté
- Infrastructures à clés publiques (ICP ou PKI en anglais) pour la production de certificats électroniques,
- Solutions de signature électronique,
- Solutions logicielles et matérielles cryptographiques,
- Solutions destinées à la sécurité monétique,

Solutions logicielles de sécurité d'Evidian, filiale de Bull :
- l'authentification unique avec l'offre SSO et Web SSO,
- la gestion des identités et des accès avec l'offre IAM,

- la haute disponibilité avec SafeKit, une offre logicielle de répartition de charge, réplication et basculement,

- la supervision des systèmes, des réseaux et des applications avec l'offre OpenMaster.

## Vente de technologies de surveillance de masse à des dictatures
Fin août 2011, Bull a aidé la Jamahiriya arabe libyenne de Mouammar Kadhafi à surveiller et censurer l'Internet libyen dès 2009, par l'intermédiaire de sa filiale Amesys. Selon des documents dévoilés par Mediapart en plus d'avoir vendu un système d'espionnage du net, Amesys a intercepté des e-mails libyens. Pour étouffer l'affaire, la filiale de Bull a menacé ses anciens salariés de poursuites judiciaires.
En décembre 2011, Le Canard enchaîné révèle qu'Amesys, via la filiale Serviware, a fourni du matériel d'espionnage aux services secrets marocains pour 2 millions de dollars. Le nom de code du projet est "Popcorn". La presse soupçonne le pouvoir marocain d'utiliser le logiciel Eagle pour intercepter les communications et e-mail d'opposants politiques.
En avril 2012, Richard Stallman réalise avec des activistes tunisiens une intervention artistique sous la forme d'une séance d'exorcisme dans les locaux de Bull à Tunis destinée à dénoncer la présence d'installations de surveillance dans de nombreux pays.
En 2013, Bull a cédé les activités polémiques de sa filiale Amesys liées à la cybersécurité et au logiciel Eagle (dédié à l'interception de données sur Internet) à Nexa Technologies, dont le PDG est l'ancien chef de cette division chez Amesys,,,,,.

## Organisation

### Directions successives et dénominations
Fondée en 1930 par Émile Genon, Bull est reprise en 1936 par la famille Callies-Aussedat, des Papeteries Aussedat, fournisseur en cartes mécanographiques, elle-même évincée par la quasi-faillite de l'« Affaire Bull ». Les actionnaires américains maintiendront les PDG Henri Desbruères et Jean-Pierre Brulé, renversé en 1979 par Saint-Gobain. En 81 ans, dont douze comme société nationalisée (1982 à 1994), Bull a connu quinze PDG.
- 1930 à 1930 : Bull S.A.
  - Émile Genon 1931-1936
- 1931 à 1933 : H.W. Egli Bull
  - Émile Genon 1931-1936
- 1933 à 1964 : Compagnie des machines Bull
  - Émile Genon 1931-1936 et Georges Vieillard
  - Jean Callies : 1936-1940
  - Jacques Callies : 1940-1948
  - Joseph Callies : 1948-1963
- 1964 à 1970 : Bull-General Electric
  - Henri Desbruères : 1964-1972
  - Jean-Pierre Brulé : 1972-1981
- 1970 à 1975 : Honeywell-Bull
  - Henri Desbruères : 1964-1972
  - Jean-Pierre Brulé : 1972-1981
- 1975 à 1983 : CII-Honeywell-Bull (la CII a été créée en 1966 avec des actionnaires privés)
  - Jean-Pierre Brulé : 1972-1981
  - Maxime Bonnet : 1981-1982
- Depuis 1982 : Bull S.A. (nationalisée en 1983, privatisée en 1994)
  - Jacques Stern : 1982-1989
  - Francis Lorentz : 1989-1992
  - Bernard Pache : 1992-1993
  - Jean-Marie Descarpentries : 1993-1997
  - Guy de Panafieu : 1997-2001
  - Pierre Bonelli : 2001-2004
  - Didier Lamouche : 2005-2010
  - Philippe Vannier : 2010-2014

À compter de l'acquisition de Bull par Atos en 2015, l'entreprise cesse d'avoir un président-directeur général. PDG d'Atos, Thierry Breton en a pris la présidence jusqu'à son départ du groupe fin 2019.
Depuis novembre 2019, la présidence de Bull est assurée par Pierre Barnabé.

### Organisation sociale du groupe
Groupe Bull :
- Bull SAS :
  - Agarik : infogérance et hébergement web haute disponibilité ;
  - HRBC : système d'information des ressources humaines ;
  - Bull PI : ingénierie, études techniques ;
  - Sirus : système d'information de l'action sociale ;
- Bull agence internationale ;
- Bull international SAS ;
- Evidian : gestion des identités et des accès ;
- Serviware : calcul à haute performance ;
- Amesys SAS :
  - Amesys Conseil (dont Amesys International) ;
  - Amesys RSS (dont TRCOM) ;
- Fastconnect : data science et big data ;
- Elexo : distribution d’équipements de hautes technologies.

### Organisation géographique

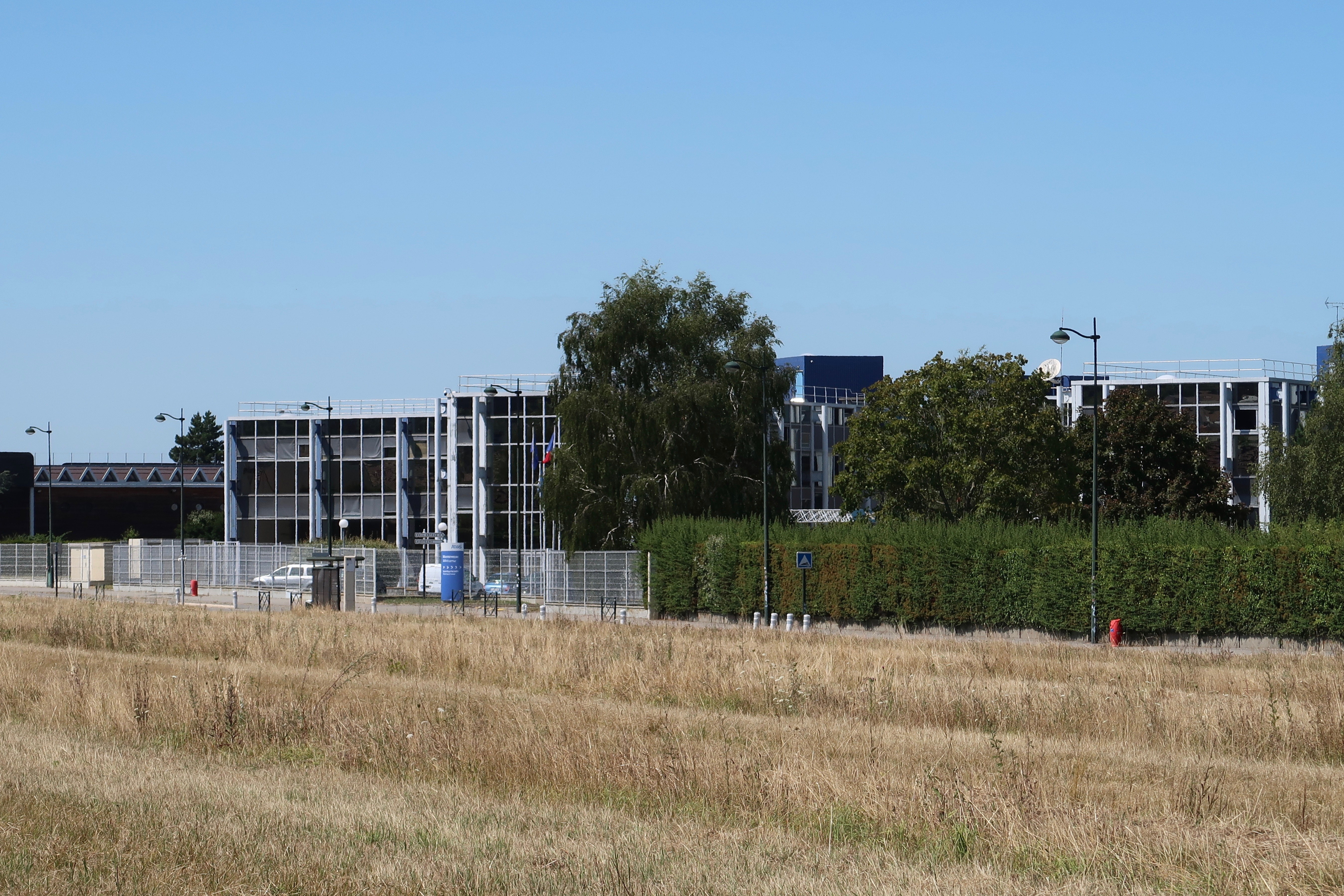
Siège aux Clayes-sous-Bois.

- Siège : Les Clayes-sous-Bois (Yvelines)[89].
- Recherche et développement : Les Clayes-sous-Bois (Yvelines), Angers (Maine-et-Loire)[90], Échirolles (Isère), Phoenix (États-Unis), Bruyères-le-Châtel (Essonne).
- Centre d'appel : Nantes (Loire-Atlantique)
- Services : Limonest (Rhône-Alpes), Saint-Ouen (Seine-Saint-Denis), Strasbourg-Schiltigheim (Bas-Rhin) Nancy (Meurthe-et-Moselle), Massy (Essonne), Bordeaux (Gironde), Lille (Nord), Marseille (Bouches-du-Rhône), Nantes (Loire-Atlantique), Nice (Alpes-Maritimes), Casablanca (Maroc), Łódź (Pologne), Pékin (Chine), São Paulo (Brésil).
- Centres de production : Angers (Maine-et-Loire)[90], Trélazé (Maine-et-Loire), Saint-Ouen (Seine-Saint-Denis), Manchester (Royaume-Uni).
- Sites de formation : Massy (Essonne), Paris 13e (Paris)
- Logistique : Angers (Maine-et-Loire)[90]

Bull a occupé de nombreux autres sites en France et dans le monde.

### Capital
Code ISIN : FR0010266601
Structure de l'actionnariat (Nombre d'actions : 120.786.647) du 1er mars 2010 à 2014 était réparti comme suit : Crescendo Industries : 20,00 % ; France Télécom : 10,07 % ; Mn Services : 4,99 % ; Deutsche Bank : 4,7 % ; KBL Richelieu Gestion : 4,36 % ; NEC : 3,04 % ; Tocqueville Finance : 2,83 % ; Debeka : 2,07 % ; JP Morgan Asset Management : 1,72 % ; Salariés et part société : 1,73 % ; flottant : 44,49 %.
En août 2014, le capital est détenu à 84,25 %, puis 95,56 % à l’automne 2014 par Atos et le restant par la Banque centrale de Norvège (Norges Bank) : 4,43 %.

## Fournisseur européen et mondial
Bull est un groupe coté en Bourse, bénéficiaire (depuis 2007) et en croissance relative. Il constitue le dernier « résistant » en Europe dans le secteur informatique. Tous ses concurrents européens ont en effet été rachetés un à un par des multinationales américaines ou japonaises.
Son objectif est d'être l'un des principaux fournisseurs européens et mondiaux en systèmes d'information ouverts. Le groupe se développe rapidement dans les services d'intégration de systèmes, notamment pour les très grands projets : télécommunications, secteur public, défense. Il prévoit d'embaucher 1 000 personnes en 2012 dans le monde.

### Offre en supercalculateurs
Bull est aussi devenu l'un des spécialistes mondiaux des supercalculateurs. La compagnie a livré au Commissariat à l'énergie atomique en 2006 et 2007 le plus puissant complexe européen de supercalculateur TERA-10/CCRT, et doit livrer en 2009 un supercalculateur de près de 300 Tflops dans le cadre du GENCI.
Lors du salon Supercomputing 2009 qui a réuni à Portland près de 10 000 congressistes, Bullx a été désigné meilleur supercalculateur au monde (Best HPC server product or technology) par la rédaction de HPCwire, principale revue dans la simulation numérique et le calcul haute performance (HPC ou High Performance Computing).
Au choix de la rédaction s'ajoute celui des lecteurs de HPCwire qui ont classé Bullx parmi les cinq nouvelles technologies à suivre (Top 5 new products or technologies to watch). À la fin du 1er trimestre 2010, Bull renouvelle et enrichit ses supercalculateurs Bullx pour offrir une des gammes les plus complètes et les plus performantes du marché de l'Extreme Computing.
Bull a été choisi en 2011 pour fournir un supercalculateur Bullx de 1,3 petaflops de puissance crête pour effectuer des tâches de modélisation et de simulation dans le cadre du programme de recherche Approche Élargie sur la fusion nucléaire contrôlée, qui regroupe le F4E (Fusion For Energy) côté Europe et la JAEA (Japan Atomic Energy Agency) côté Japon, qui sera installé à Rokkasho au Japon, au sein de l’IFERC (International Fusion Energy Research Center).

### Offre en systèmes ouverts
Depuis 2002, Bull annonce un retour en force par le moyen des systèmes ouverts et de l'informatique libre.
Cette stratégie conduit :
- dès 2002 à la fondation du premier consortium mondial consacré aux logiciels d’infrastructure libres, ObjectWeb, devenu aujourd'hui OW2[94] ;
- au lancement en 2003 d’une nouvelle génération de serveurs ouverts pour les applications commerciales et scientifiques, NovaScale ;
- au lancement en 2005 d’une offre de service globale permettant de concevoir, bâtir et exploiter les applications critiques d’entreprise en s’appuyant sur toute la richesse fonctionnelle des logiciels libres.

En 2005, Bull change de logo et confirme sa stratégie en se positionnant comme Architecte d'un monde ouvert
Cette stratégie aboutit à la signature de contrats d’envergure mondiale en 2005 et 2006.
En 2007, Bull a annoncé le lancement progressif de sept initiatives stratégiques pour accompagner les entreprises et les administrations dans le développement de systèmes d'information ouverts, le programme 7i.

### Offre en sécurité informatique
Dès 2010, Bull adopte une stratégie en sécurité d'information. En effet, il a officialisé la sortie de GloBull. GloBull, permet de concilier la sécurité de l'information avec la mobilité. C'est un disque dur externe à brancher sur n'importe quel ordinateur muni d'un port USB 2.0. Il possède un disque de 60 Go chiffré à la volée en AES 256. L'accès à l'appareil est protégé par une authentification forte sur l'écran tactile issue des technologies de défense (Crypto Ignition Key). Lorsque le travail est terminé, l'appareil ne laisse aucune trace sur l'ordinateur utilisé.
Il existe deux types de GloBull, le premier est destiné aux entreprises (GloBull standard) et le second, GloBull Confidentiel Défense, est destiné à tous les organismes, administrations et entreprises publiques. Ce dernier nécessite une autorisation de l'ANSSI Agence nationale de la sécurité des systèmes d'information.
De plus, la société Bull a présenté le 3 octobre 2012 son Sphone. Le Sphone est un téléphone mobile sécurisé disposant de son propre système d'exploitation.
Le Sphone est un téléphone mobile offrant une protection intégrée contre les écoutes de communication qu'elles soient vocales ou bien SMS. Ce mobile sécurise de bout en bout les communications et les données locales stockées dans le téléphone. Ceci regroupe aussi bien la liste des contacts et le journal d'appels que la mémoire de masse. Toute cette sécurité est maîtrisée, contrôlée, hébergée et administrée par la société qui l'utilise. Ce système utilise la solution de Device Management permettant l'administration à distance des mobiles. Ce téléphone est codéveloppé avec la société ERCOM qui est un spécialiste des communications sécurisées et utilise la solution de sécurité Cryptosmart.
Cependant, le groupe est en train de développer une version Android[Quand ?].

## Logiciel libre
Bull est un acteur des logiciels libres. Dès 2002, Bull initie le consortium OW2, association (loi de 1901) dédiée au développement d’intergiciels libres de qualité industrielle.
En 2007, Bull lance un portail pour promouvoir des logiciels libres d'entreprise, Novaforge. Cette forge comporte les fonctionnalités suivantes :
- Wiki ;
- Répertoires partagés de documentation ;
- Forum de discussion ;
- Listes d'actions ;
- Gestion de feuille de route ;
- SVN (pour subversion) ;
- Prise d'appel en cas de problème sur le logiciel ;
- Gestion des charges de travail.

Bull est aussi le principal développeur du serveur d'applications libre JOnAS.